# Liste der Kulturdenkmale in Jena
Diese Liste enthält alle Kulturdenkmale der thüringischen Stadt Jena und ihrer Ortsteile (Stand: 14. Juli 2011).

## Denkmalensembles
| Bild                           | Bezeichnung                                                                              | Lage                | Datierung | Beschreibung                                                                                       | ID |
| ------------------------------ | ---------------------------------------------------------------------------------------- | ------------------- | --------- | -------------------------------------------------------------------------------------------------- | -- |
| Fotos hochladen                | Kernstadt Jena                                                                           | (Karte)             |           | |    |
| weitere Bilder Fotos hochladen | Botanischer Garten                                                                       | (Karte)             |           | |    |
| Fotos hochladen                | Reste der mittelalterlichen Burgauer Brücke mit Wehr, Mühlengehöft und Elektrizitätswerk | (Karte)             |           | |    |
| Fotos hochladen                | Burgau, Geraer Straße – Hofanlagen und Kirche                                            | (Karte)             |           | |    |
| weitere Bilder Fotos hochladen | Damenviertel                                                                             | (Karte)             |           | |    |
| weitere Bilder Fotos hochladen | Drackendorfer Park                                                                       | (Karte)             |           | |    |
| Fotos hochladen                | Eisenbahner-Wohnanlage                                                                   | (Karte)             |           | |    |
| weitere Bilder Fotos hochladen | Hausberg (Jena) (Archäologisches Denkmal)                                                | (Karte)             |           | |    |
| Fotos hochladen                | Heimstätten-Siedlung, Ziegenhainer Tal                                                   | (Karte)             |           | |    |
| Fotos hochladen                | Kirche mit Kirchhof, Einfriedung und Pfarrhaus mit Nebengebäude                          | Kunitz (Karte)      |           | |    |
| Fotos hochladen                | Historischer Ortskern                                                                    | Lobeda (Karte)      |           | |    |
| Fotos hochladen                | Alte Ortslage                                                                            | Münchenroda (Karte) |           | |    |
| weitere Bilder Fotos hochladen | Volkspark Oberaue                                                                        | (Karte)             |           | |    |
| weitere Bilder Fotos hochladen | Waldstraße                                                                               | (Karte)             |           | |    |
| Fotos hochladen                | Wohnanlage des Beamtenwohnvereins eGmbH                                                  | (Karte)             |           | erbaut 1921–1929 nach Entwurf der Architekten Hans Schreiter und Johannes Schlag (Löbdergraben 25) |    |
| Fotos hochladen                | Wohnanlage der Jenaer Baugenossenschaft                                                  | (Karte)             |           | |    |
| Fotos hochladen                | Wohnanlage Tatzendpromenade / Fritz-Reuter-Straße                                        | (Karte)             |           | |    |
| weitere Bilder Fotos hochladen | Wohnbebauung Nollendorfer Straße 8, 10, 16, 18, 24 und Camburger Straße 2                | (Karte)             |           | |    |
| Fotos hochladen                | Zeiss-Hauptwerk                                                                          | (Karte)             |           | |    |
| Fotos hochladen                | Historischer Ortskern                                                                    | Ziegenhain (Karte)  |           | |    |

## Bau- und Gartendenkmale
| Bild                           | Bezeichnung                                                                       | Lage                                                 | Datierung       | Beschreibung | ID |
| ------------------------------ | --------------------------------------------------------------------------------- | ---------------------------------------------------- | --------------- | --- | -- |
| weitere Bilder Fotos hochladen | Schloss Thalstein                                                                 | Am Erlkönig 40 (Karte)                               |                 | |    |
| Fotos hochladen                | nur Sachteil: Rundbogenportal                                                     | Am Heinrichsberg 1 (Karte)                           |                 | |    |
| weitere Bilder Fotos hochladen | Wilhelm-Härdrich-Villa                                                            | Am Jenzig 20 (Karte)                                 |                 | |    |
| weitere Bilder Fotos hochladen | Mühle Maua                                                                        | Am Leutrabach 2 (Karte)                              |                 | |    |
| weitere Bilder Fotos hochladen | Binderburg                                                                        | Am Lindenberg 2 (Karte)                              |                 | |    |
| Fotos hochladen                | Trinkwassergewinnungsanlage                                                       | Ammerbacher Stollen (Karte)                          |                 | |    |
| weitere Bilder Fotos hochladen | Nordfriedhof                                                                      | (Karte)                                              |                 | |    |
| weitere Bilder Fotos hochladen | Wasserkraftwerk Burgau                                                            | Göschwitzer Straße 10 (Karte)                        | 1912            | |    |
| weitere Bilder Fotos hochladen | Collegium Jenense                                                                 | (Karte)                                              |                 | |    |
| Fotos hochladen                | Studentenhaus mit Mensa                                                           | Philosophenweg 20 (Karte)                            |                 | |    |
| weitere Bilder Fotos hochladen | Zeiss-Planetarium                                                                 | Am Planetarium 5 (Karte)                             |                 | |    |
| weitere Bilder Fotos hochladen | Griesbachsches Gartenhaus                                                         | Am Planetarium 7 (Karte)                             |                 | |    |
| Fotos hochladen                | Stadtbefestigungsanlage (Sachgesamtheit)                                          | Am Pulverturm (Karte)                                |                 | |    |
| Fotos hochladen                | Bienenhaus                                                                        | Am Steiger 3 (Karte)                                 |                 | |    |
| Fotos hochladen                | Haus IV, Döbereiner Hörsaal                                                       | Am Steiger 3 (Karte)                                 |                 | |    |
| Fotos hochladen                | Gutsanlage Zwätzen, ehemalige Komturei                                            | Amtsgasse 1 (Karte)                                  |                 | |    |
| Fotos hochladen                | Gutsanlage Zwätzen, ehemalige Komturei                                            | Amtsgasse 3 (Karte)                                  |                 | |    |
| Fotos hochladen                | Gutsanlage Zwätzen, ehemalige Komturei                                            | Amtsgasse 5 (Karte)                                  |                 | |    |
| Fotos hochladen                | ehemaliges Carl-Zeiss-Südwerk, Bau 37, jetzt Fachhochschule, Haus 5               | Carl-Zeiss-Promenade (Karte)                         |                 | |    |
| Fotos hochladen                | ehemaliges Carl-Zeiss-Südwerk, Bau 38 mit Turnhalle, jetzt Fachhochschule, Haus 3 | Carl-Zeiss-Promenade (Karte)                         |                 | |    |
| Fotos hochladen                | Trafohäuschen Drackendorf                                                         | (Karte)                                              |                 | |    |
| weitere Bilder Fotos hochladen | Friedhof Göschwitz                                                                | (Karte)                                              |                 | Die Feierhalle wurde im Jahr 1906 durch das nahegelegene Zementwerk in einer damals neuartigen Verbundbauweise aus Beton und Eisen errichtet. Sie stellt somit einen frühen Eisenbetonfertigteilbau dar. |    |
| weitere Bilder Fotos hochladen | Johannisfriedhof                                                                  | (Karte)                                              |                 | |    |
| Fotos hochladen                | Kelleranlagen                                                                     | Jenergasse (Karte)                                   |                 | |    |
| weitere Bilder Fotos hochladen | Lobdeburg                                                                         | (Karte)                                              |                 | |    |
| Fotos hochladen                | Universitätsturnhalle („Muskelkirche“)                                            | Seidelstraße 20 (Karte)                              |                 | |    |
| weitere Bilder Fotos hochladen | Fuchsturm                                                                         | (Karte)                                              |                 | |    |
| Fotos hochladen                | Ehemaliges Thüringer Oberlandesgericht                                            | August-Bebel-Straße 4 (Karte)                        |                 | |    |
| weitere Bilder Fotos hochladen | Verbindungshaus des Corps „Thuringia“                                             | August-Bebel-Straße 24 (Karte)                       |                 | |    |
| Fotos hochladen                | Alte Göschwitzer Autobahnbrücke                                                   | A4 (Karte)                                           |                 | |    |
| Fotos hochladen                | Hochbunker                                                                        | Bachstraße 18 (Karte)                                |                 | |    |
| Fotos hochladen                | Hochbunker                                                                        | Semmelweisstraße 1, 3 (Karte)                        |                 | |    |
| weitere Bilder Fotos hochladen | Ernst-Haeckel-Haus / Villa Medusa                                                 | Berggasse 7 (Karte)                                  | 1882            | |    |
| Fotos hochladen                | Leibniz-Institut für Alternsforschung (FLI)                                       | Beutenbergstraße 11 (Karte)                          |                 | |    |
| Fotos hochladen                | Fürstenkeller                                                                     | Bibliotheksplatz 2 (Karte)                           |                 | |    |
| weitere Bilder Fotos hochladen | Villa Eucken                                                                      | Botzstraße 5 (Karte)                                 |                 | |    |
| weitere Bilder Fotos hochladen | Burgauer Brücke / Saalebrücke                                                     | (Karte)                                              |                 | |    |
| Fotos hochladen                | Bootshaus                                                                         | Burgauer Weg 13 (Karte)                              |                 | Architekten: Schreiter & Schlag |    |
| Fotos hochladen                | Institut für Geowissenschaften                                                    | Burgweg 11 (Karte)                                   |                 | |    |
| Fotos hochladen                | ehemalige Gießerei des Zeiss-Südwerks, Bau 28, Sandgießerei                       | Max-Großmann-Straße 5 (Karte)                        |                 | |    |
| Fotos hochladen                | ehemaliges Zeiss-Südwerk                                                          | Carl-Pulfrich-Straße 1/Otto-Schott-Straße 41 (Karte) |                 | |    |
| weitere Bilder Fotos hochladen | Ernst-Abbe-Denkmal                                                                | Carl-Zeiss-Platz (Karte)                             |                 | |    |
| weitere Bilder Fotos hochladen | ehemalige Optikerschule / Deutsches Optisches Museum                              | Carl-Zeiss-Platz 12 (Karte)                          | 1988            | |    |
| weitere Bilder Fotos hochladen | Volkshaus                                                                         | Carl-Zeiss-Platz 14/15 (Karte)                       |                 | |    |
| BW                             | Ehemaliges Zeiss-Südwerk, unterirdischer Verbindungstunnel                        | Carl-Zeiss-Promenade 2 (Karte)                       |                 | |    |
| Fotos hochladen                | Ehemalige Shed-Halle, jetzt Fachhochschule Haus 4/4a                              | Carl-Zeiss-Promenade 2 (Karte)                       |                 | |    |
| Fotos hochladen                | ehemaliges Zeiss-Hauptwerk, Bau 6 und 7                                           | Carl-Zeiß-Straße 2, 3 (Karte)                        |                 | |    |
| weitere Bilder Fotos hochladen | Ehemaliger Gutsfriedhof Remderoda                                                 | (Karte)                                              |                 | |    |
| Fotos hochladen                | Wagenhallen des Straßenbahndepots                                                 | Dornburger Straße 17 (Karte)                         |                 | |    |
| Fotos hochladen                | Ehemalige Veterinäranstalt                                                        | Dornburger Straße 23/25, 25a, 27, 29 (Karte)         |                 | |    |
| Fotos hochladen                | Edelhof                                                                           | Edelhofgasse 18 (Karte)                              |                 | |    |
| weitere Bilder Fotos hochladen | Karmelitenkloster                                                                 | Engelplatz 3 (Karte)                                 |                 | |    |
| Fotos hochladen                | ehemaliges Hauptpostamt                                                           | Engelplatz 8 (Karte)                                 |                 | |    |
| Fotos hochladen                | Zoologisches Institut                                                             | Erbertstraße 1 (Karte)                               |                 | |    |
| Fotos hochladen                | Ehemaliges Schlosstor                                                             | Erfurter Straße 98 (Karte)                           |                 | |    |
| Fotos hochladen                | Ehemaliges Zeiss-Hauptwerk, Bau 10, Bau 13 und Bau 36                             | Ernst-Abbe-Platz 2, 3 und 4 (Karte)                  |                 | |    |
| Fotos hochladen                | Ehemaliges Zeiss-Hauptwerk, Bau 15                                                | Ernst-Abbe-Platz 5 (Karte)                           |                 | |    |
| weitere Bilder Fotos hochladen | Schloss Lobeda                                                                    | Ernst-Thälmann-Straße 16 (Karte)                     |                 | |    |
| weitere Bilder Fotos hochladen | Bismarckturm                                                                      | (Karte)                                              | 10. Mai 1906    | |    |
| weitere Bilder Fotos hochladen | Forstturm                                                                         | (Karte)                                              |                 | |    |
| weitere Bilder Fotos hochladen | Forststernwarte                                                                   | (Karte)                                              |                 | |    |
| weitere Bilder Fotos hochladen | Ehemaliges Verbindungshaus der Turnerschaft „Normannia“, genannt Normannenhaus    | Forstweg 12 (Karte)                                  |                 | |    |
| weitere Bilder Fotos hochladen | Blomeyersche Villa                                                                | Forstweg 22 (Karte)                                  |                 | |    |
| weitere Bilder Fotos hochladen | Abbeanum                                                                          | Fröbelstieg 1 (Karte)                                | 1930er          | Architekt: Ernst Neufert |    |
| Fotos hochladen                | Universitäts-Hauptgebäude                                                         | Fürstengraben 1 (Karte)                              |                 | |    |
| Fotos hochladen                | Wohnhaus von Werner Rolfinck                                                      | Fürstengraben 9 (Karte)                              |                 | |    |
| Fotos hochladen                | Frommannsches Haus                                                                | Fürstengraben 18 (Karte)                             |                 | |    |
| Fotos hochladen                | ehemaliges Rentamt                                                                | Fürstengraben 22/24 (Karte)                          |                 | |    |
| Fotos hochladen                | Alte Universität (Wucherei)                                                       | Fürstengraben 23 / Jenergasse 11 (Karte)             |                 | |    |
| Fotos hochladen                | Schwarz’sches Haus                                                                | Fürstengraben 25 / Jenergasse 9 (Karte)              |                 | |    |
| weitere Bilder Fotos hochladen | Inspektorhaus im Botanischen Garten                                               | Fürstengraben 26 (Karte)                             |                 | |    |
| weitere Bilder Fotos hochladen | Zur Rosen                                                                         | Fürstengraben 27 / Johannisstraße 13 (Karte)         |                 | |    |
| Fotos hochladen                | Ehemaliges Zeiss-Hauptwerk, Bau 29 (Teil der Goethe-Galerie)                      | Goethestraße 1 / Schillerstraße 2 (Karte)            |                 | |    |
| Fotos hochladen                | Doppelkammer-Kalkschachtofen                                                      | Göschwitzer Straße (Karte)                           |                 | |    |
| weitere Bilder Fotos hochladen | Steinbrücke Ammerbach                                                             | Hahnengrundweg (Karte)                               |                 | |    |
| Fotos hochladen                | Ehemaliges Papierlager des Gustav-Fischer-Verlags in Jena                         | Hainstraße 1 (Karte)                                 |                 | |    |
| Fotos hochladen                | Institut für Festkörperphysik                                                     | Helmholtzweg 3 (Karte)                               |                 | |    |
| Fotos hochladen                | Physikalisches Institut                                                           | Helmholtzweg 5 (Karte)                               |                 | |    |
| weitere Bilder Fotos hochladen | Gasthaus „Roter Hirsch“                                                           | Holzmarkt 19 (Karte)                                 |                 | |    |
| Fotos hochladen                | Villa Riedel                                                                      | Humboldtstraße 14 (Karte)                            |                 | |    |
| Fotos hochladen                | Kommunbrauhaus Jenaprießnitz                                                      | Jenaprießnitz (Karte)                                |                 | |    |
| Fotos hochladen                | nur Sachteil: Portal                                                              | Jenergasse 1 (Karte)                                 |                 | |    |
| weitere Bilder Fotos hochladen | Accouchierhaus                                                                    | Jenergasse 8 (Karte)                                 |                 | |    |
| Fotos hochladen                | Gasthaus Weintanne                                                                | Jenergasse 13 (Karte)                                |                 | |    |
| Fotos hochladen                | 3. Werkstatt von Carl Zeiss                                                       | Johannisplatz 9 und 10 (Karte)                       |                 | |    |
| Fotos hochladen                | F-Haus                                                                            | Johannisplatz 14 (Karte)                             |                 | |    |
| Fotos hochladen                | Max-Planck-Institut für Ökonomik                                                  | Kahlaische Straße 10 (Karte)                         |                 | |    |
| Fotos hochladen                | Luftschutzbunker                                                                  | Karl-Günther-Straße 11/13 (Karte)                    |                 | |    |
| weitere Bilder Fotos hochladen | Gasthaus Grüne Tanne                                                              | Karl-Liebknecht-Straße 1 (Karte)                     |                 | |    |
| Fotos hochladen                | Ehemaliges Verbindungshaus des Corps „Saxonia“                                    | Knebelstraße 2 (Karte)                               |                 | |    |
| Fotos hochladen                | Ehemaliges Verbindungshaus des Corps „Franconia“                                  | Knebelstraße 3 (Karte)                               |                 | |    |
| Fotos hochladen                | Ehemaliges Volksbad                                                               | Knebelstraße 10 (Karte)                              |                 | |    |
| Fotos hochladen                | Kinderklinik                                                                      | Kochstraße 2/Westbahnhofstraße 14 (Karte)            |                 | |    |
| weitere Bilder Fotos hochladen | Kunitzburg                                                                        | (Karte)                                              |                 | |    |
| Fotos hochladen                | Gemeindehaus mit Brauhaus / Rathaus                                               | Laasan 25 (Karte)                                    |                 | |    |
| Fotos hochladen                | HNO-Klinik                                                                        | Lessingstraße 2 (Karte)                              |                 | |    |
| weitere Bilder Fotos hochladen | Obermühle Leutra                                                                  | Leutra 2 (Karte)                                     |                 | |    |
| Fotos hochladen                | Ricarda-Huch-Haus                                                                 | Löbdergraben 7 (Karte)                               |                 | |    |
| weitere Bilder Fotos hochladen | Romantikerhaus                                                                    | Löbdergraben 10/Unterm Markt 12a (Karte)             |                 | |    |
| weitere Bilder Fotos hochladen | Haus der Antrittsvorlesung Schillers                                              | Löbdergraben 15a (Karte)                             |                 | |    |
| Fotos hochladen                | nur Sachteil: Portal am Kupferhütchen                                             | Löbdergraben 16 (Karte)                              |                 | |    |
| weitere Bilder Fotos hochladen | Ehemaliges Kino „Capitol“                                                         | Löbdergraben 29 (Karte)                              |                 | |    |
| Fotos hochladen                | Ehemaliges Umspannwerk (Imaginata)                                                | Löbstedter Straße 67 (Karte)                         |                 | Architekt: Bruno Röhr |    |
| Fotos hochladen                | Stadtsparkasse                                                                    | Ludwig-Weimar-Gasse 5 (Karte)                        |                 | |    |
| weitere Bilder Fotos hochladen | Hotel Schwarzer Bär                                                               | Lutherplatz 2 (Karte)                                |                 | |    |
| Fotos hochladen                | Hochbunker                                                                        | Magdelstieg 24 (Karte)                               |                 | |    |
| weitere Bilder Fotos hochladen | Rathaus                                                                           | Markt 1 (Karte)                                      |                 | |    |
| weitere Bilder Fotos hochladen | Alte Göhre (Stadtmuseum)                                                          | Markt 7 (Karte)                                      |                 | |    |
| Fotos hochladen                | Stadtspeicher (Touristinformation)                                                | Markt 16 (Karte)                                     |                 | |    |
| weitere Bilder Fotos hochladen | Gasthaus „Zur Sonne“                                                              | Markt 22 (Karte)                                     |                 | |    |
| weitere Bilder Fotos hochladen | Ehemaliger Gasthof „Zum Bären“, Lobeda                                            | Marktstraße 16 (Karte)                               |                 | |    |
| Fotos hochladen                | Institutsgebäude der FSU                                                          | Max-Wien-Platz 1 (Karte)                             |                 | |    |
| weitere Bilder Fotos hochladen | Rosenthal-Villa                                                                   | Mälzerstraße 11 (Karte)                              |                 | |    |
| Fotos hochladen                | (nur Toranlage)                                                                   | Mühlgäßchen 6, Zwätzen (Karte)                       |                 | |    |
| Fotos hochladen                | zwei Eisenbahnbrücken                                                             | Mühlenstraße (Karte)                                 |                 | |    |
| Fotos hochladen                | Institutsgebäude der FSU (Institut für Mikrobiologie)                             | Neugasse 24 (Karte)                                  |                 | |    |
| Fotos hochladen                | Dobermannsches Haus                                                               | Nikolaus-Theiner-Straße 1 und 3 (Karte)              |                 | |    |
| Fotos hochladen                | Nollendorfer Hof                                                                  | Nollendorfer Straße 26 (Karte)                       |                 | |    |
| weitere Bilder Fotos hochladen | Weinbauernhaus „Haus im Sack“                                                     | Oberlauengasse 14 und 16 (Karte)                     |                 | |    |
| Fotos hochladen                | Gasthaus Zur Noll und Oberlauengasse 20                                           | Oberlauengasse 19 (Karte)                            |                 | |    |
| weitere Bilder Fotos hochladen | Villa Schott                                                                      | Otto-Schott-Straße 5 (Karte)                         |                 | |    |
| weitere Bilder Fotos hochladen | Schott Glas-Museum                                                                | Otto-Schott-Straße 13 (Karte)                        |                 | |    |
| weitere Bilder Fotos hochladen | Zeiss Bau 23                                                                      | Otto-Schott-Straße 15 (Karte)                        |                 | |    |
| Fotos hochladen                | Hufeldsches Wohnhaus                                                              | Philosophenweg 3 (Karte)                             |                 | |    |
| Fotos hochladen                | Nervenklinik                                                                      | Philosophenweg 5 (Karte)                             |                 | |    |
| Fotos hochladen                | Altes Rathaus Lobeda und Rathausplatz 4                                           | Rathausplatz 1 (Karte)                               |                 | |    |
| weitere Bilder Fotos hochladen | Saalbahnhof (ehemaliges Empfangsgebäude)                                          | Kulturbahnhof Jena, Spitzweidenweg 28 (Karte)        |                 | Kulturdenkmal |    |
| Fotos hochladen                | Trebitzsches Haus und Schlossgasse 1                                              | Saalstraße 5 (Karte)                                 |                 | |    |
| weitere Bilder Fotos hochladen | Villa Auerbach                                                                    | Schaefferstraße 9 (Karte)                            | 1924            | |    |
| weitere Bilder Fotos hochladen | Schillers Gartenhaus                                                              | Schillergässchen 2 (Karte)                           |                 | |    |
| Fotos hochladen                | Sternwarte                                                                        | Schillergässchen 2a (Karte)                          |                 | |    |
| Fotos hochladen                | Institut der FSU                                                                  | Semmelweisstraße 4 (Karte)                           |                 | |    |
| Fotos hochladen                | Stadtbefestigungsanlage (Sachgesamtheit)                                          | (Karte)                                              |                 | |    |
| Fotos hochladen                | Druckerei                                                                         | Thomas-Mann-Straße 5 (Karte)                         |                 | |    |
| Fotos hochladen                | Platanenhaus                                                                      | Unterlauengasse 9 (Karte)                            |                 | |    |
| Fotos hochladen                | Glaspavillon im Volkspark Oberaue                                                 | (Karte)                                              |                 | |    |
| weitere Bilder Fotos hochladen | Phyletisches Museum                                                               | Vor dem Neutor 1 (Karte)                             | 28. August 1907 | |    |
| Fotos hochladen                | 2. Werkstatt von Carl Zeiss                                                       | Wagnergasse 32 (Karte)                               |                 | |    |
| Fotos hochladen                | Wohnhausgruppe                                                                    | Wagnergasse 35–38 (Karte)                            |                 | |    |
| Fotos hochladen                | Toreinfahrten Ammerbach                                                           | Waldstraße 9 (Karte)                                 |                 | |    |
| Fotos hochladen                | Toreinfahrten Ammerbach                                                           | Waldstraße 11 (Karte)                                |                 | |    |
| Fotos hochladen                | Toreinfahrten Ammerbach                                                           | Waldstraße 12 (Karte)                                |                 | |    |
| Fotos hochladen                | Toreinfahrten Ammerbach                                                           | Waldstraße 16 (Karte)                                |                 | |    |
| weitere Bilder Fotos hochladen | Wasserturm Göschwitz                                                              | (Karte)                                              |                 | |    |
| weitere Bilder Fotos hochladen | Villa Zuckerkandl                                                                 | Weinbergstraße 4a (Karte)                            |                 | |    |
| weitere Bilder Fotos hochladen | Villa Frida Mentz-Kessel und Georg Mentz                                          | Weinbergstraße 18 (Karte)                            |                 | Architekten: Schreiter & Schlag |    |
| weitere Bilder Fotos hochladen | Westbahnhof                                                                       | (Karte)                                              |                 | |    |
| weitere Bilder Fotos hochladen | Windturbine (Windrad) Münchenroda                                                 | (Karte)                                              |                 | |    |
| weitere Bilder Fotos hochladen | Zementfabrik Göschwitz                                                            | Koordinaten fehlen! Hilf mit.                        |                 | |    |
| weitere Bilder Fotos hochladen | Pathologie                                                                        | Ziegelmühlenweg 1 (Karte)                            |                 | |    |

## Kirchen
| Bild                           | Bezeichnung                                             | Lage                        | Datierung     | Beschreibung | ID |
| ------------------------------ | ------------------------------------------------------- | --------------------------- | ------------- | ------------ | -- |
| weitere Bilder Fotos hochladen | Auferstehungskirche Drackendorf                         | Am Goethepark 3 (Karte)     |               |              |    |
| weitere Bilder Fotos hochladen | Dorfkirche Krippendorf                                  | Am Gönnabach 7 (Karte)      |               |              |    |
| weitere Bilder Fotos hochladen | St.-Marien-Magdalenen-Kirche in Löbstedt                | Am Teich 1 (Karte)          |               |              |    |
| weitere Bilder Fotos hochladen | Dorfkirche Göschwitz                                    | Alte Hauptstraße 1 (Karte)  |               |              |    |
| weitere Bilder Fotos hochladen | St. Nicolaikirche Lichtenhain                           | Lützowstraße (Karte)        |               |              |    |
| weitere Bilder Fotos hochladen | Marienkirche Zwätzen                                    | Pfarrgasse (Karte)          |               |              |    |
| weitere Bilder Fotos hochladen | Schillerkirche in Jena-Ost bzw. Wenigenjena             | Schlippenstraße 32 (Karte)  |               |              |    |
| weitere Bilder Fotos hochladen | Peterskirche in Lobeda                                  | Susanne-Bohl-Straße (Karte) |               |              |    |
| weitere Bilder Fotos hochladen | Dorfkirche Closewitz                                    | Closewitz 2 (Karte)         |               |              |    |
| weitere Bilder Fotos hochladen | Marienkirche in Ziegenhain                              | Edelhofgasse 9 (Karte)      |               |              |    |
| weitere Bilder Fotos hochladen | Dreifaltigkeitskirche in Burgau                         | Geraer Straße 69 (Karte)    |               |              |    |
| weitere Bilder Fotos hochladen | Dorfkirche Cospeda                                      | Kirchgasse (Karte)          |               |              |    |
| weitere Bilder Fotos hochladen | St.-Nikolaus-Kirche in Lützeroda                        | Im Dorf (Karte)             |               |              |    |
| weitere Bilder Fotos hochladen | Dorfkirche Wöllnitz                                     | Unterdorfstraße (Karte)     |               |              |    |
| weitere Bilder Fotos hochladen | Dorfkirche Isserstedt                                   | Am Rasen (Karte)            |               |              |    |
| weitere Bilder Fotos hochladen | Dorfkirche Jenaprießnitz                                | Dorfstraße 30 (Karte)       |               |              |    |
| weitere Bilder Fotos hochladen | St.-Laurentius-Kirche in Maua                           | An der Kirche (Karte)       |               |              |    |
| weitere Bilder Fotos hochladen | Dorfkirche Münchenroda                                  | Im Dorfe (Karte)            |               |              |    |
| weitere Bilder Fotos hochladen | Kirche „Zu den vierzehn Nothelfern“ in Vierzehnheiligen | Im Dorfe (Karte)            |               |              |    |
| weitere Bilder Fotos hochladen | St.-Nikolaus-Kirche in Leutra                           | Im Oberdorfe (Karte)        |               |              |    |
| weitere Bilder Fotos hochladen | Stadtkirche St. Michael                                 | Kirchplatz 1 (Karte)        | 1380          |              |    |
| weitere Bilder Fotos hochladen | St.-Martins-Kirche in Kunitz                            | Kirchstraße 66 (Karte)      |               |              |    |
| weitere Bilder Fotos hochladen | Friedenskirche                                          | Philosophenweg 1 (Karte)    | 16. Juli 1693 |              |    |
| weitere Bilder Fotos hochladen | Dorfkirche Winzerla                                     | Teichgasse 4 (Karte)        |               |              |    |
| weitere Bilder Fotos hochladen | Kirche St. Johannes Baptist                             | Wagnergasse 34 (Karte)      |               |              |    |
| weitere Bilder Fotos hochladen | Kirche Ammerbach                                        | Waldstraße 3 (Karte)        |               |              |    |

## Schulbauten
| Bild            | Bezeichnung                                  | Lage                              | Datierung | Beschreibung | ID |
| --------------- | -------------------------------------------- | --------------------------------- | --------- | ------------ | -- |
| Fotos hochladen | Ehemaliges Angergymnasium                    | Am Anger 26 (Karte)               |           |              |    |
| Fotos hochladen | Integrierte Gesamtschule „Grete Unrein“ Jena | August-Bebel-Straße 1 (Karte)     |           |              |    |
| Fotos hochladen | Westschule                                   | August-Bebel-Straße 23 (Karte)    |           |              |    |
| Fotos hochladen | Nordschule                                   | Dornburger Straße 31 (Karte)      |           |              |    |
| Fotos hochladen | Ostschule, jetzt Angergymnasium              | Karl-Liebknecht-Straße 87 (Karte) |           |              |    |
| Fotos hochladen | Paradiesschule                               | Paradiesstraße 5 (Karte)          |           |              |    |
| Fotos hochladen | Fichteschule / Jenaplanschule                | Tatzendpromenade 9 (Karte)        |           |              |    |
| Fotos hochladen | Adolf-Reichwein-Gesamtschule                 | Wöllnitzer Straße 1 (Karte)       |           |              |    |
| Fotos hochladen | Talschule                                    | Ziegenhainer Straße 52 (Karte)    |           |              |    |

## Denkmale der künstlerischen Kultur
| Bild                           | Bezeichnung                                                                                   | Lage                                                   | Datierung | Beschreibung | ID |
| ------------------------------ | --------------------------------------------------------------------------------------------- | ------------------------------------------------------ | --------- | --- | -- |
| Fotos hochladen                | Carl-August-Stein                                                                             | Am Cospedaer Berge (Karte)                             |           | |    |
| Fotos hochladen                | Erlkönig-Denkmal                                                                              | Am Erlkönig (Karte)                                    |           | |    |
| Fotos hochladen                | 13 Denkmale der via triumphalis, Bilder der Einzeldenkmale                                    | Fürstengraben (Karte)                                  |           | |    |
| Fotos hochladen                | Burschenschaftsdenkmal                                                                        | Fürstengraben (Karte)                                  |           | |    |
| Fotos hochladen                | Schleiden-Denkmal im Botanischen Garten                                                       | (Karte)                                                |           | |    |
| Fotos hochladen                | Doppelstationstafel auf dem Johannisfriedhof                                                  | (Karte)                                                |           | |    |
| Fotos hochladen                | Reste der alten Camsdorfer Brücke                                                             | Landfeste (Karte)                                      |           | |    |
| Fotos hochladen                | Eiszeitdenkstein                                                                              | Lobeda-West, am Ostportal des Lobdeburgtunnels (Karte) |           | |    |
| Fotos hochladen                | Hanfried-Denkmal                                                                              | Markt (Karte)                                          |           | |    |
| Fotos hochladen                | Markt- bzw. Bismarck-Brunnen                                                                  | Markt (Karte)                                          |           | |    |
| Fotos hochladen                | Löwenbrunnen                                                                                  | Oberlauengasse (Karte)                                 |           | |    |
| Fotos hochladen                | Kriegerdenkmal 1870/71                                                                        | Jenaprießnitz (Karte)                                  |           | |    |
| Fotos hochladen                | Kriegerdenkmal 1870/71                                                                        | Isserstedt (Karte)                                     |           | |    |
| Fotos hochladen                | Gedenkstätte für die Opfer des Faschismus                                                     | Heinrichsberg (Karte)                                  |           | |    |
| Fotos hochladen                | Kriegerdenkmal 1870/71                                                                        | Jena-Ost, an der Karl-Liebknecht-Straße (Karte)        |           | |    |
| Fotos hochladen                | Ehrenmal für die Gefallenen des Ersten Weltkriegs                                             | Friedensberg (Karte)                                   |           | |    |
| Fotos hochladen                | vier Gedenktafeln zur Erinnerung an den Verlauf und die Opfer des Todesmarsches im April 1945 | (Karte)                                                |           | |    |
| weitere Bilder Fotos hochladen | Kriegerdenkmal Vierzehnheiligen                                                               | Vierzehnheiligen (Karte)                               | 1906      | Denkmal zur Erinnerung an die 1806 in der Schlacht bei Jena und Auerstedt Gefallenen mit weiteren Gedenktafeln für Gefallene von 1809, 1813–1815, 1914–1918 und 1939–1945 |    |
| Fotos hochladen                | Kriegerdenkmal 1914/1918                                                                      | Kunitz (Kriegerdenkmal Kunitz) (Karte)                 |           | |    |
| Fotos hochladen                | Sachsengrab (Sachsenstein)                                                                    | Zwätzen (Karte)                                        |           | Gedenkstein zur Erinnerung an die 46 sächsischen Soldaten, die 1806 in der Schlacht bei Jena und Auerstedt gefallen sind.                                                 |    |

## Eingetragene Bodendenkmale
| Bild                           | Bezeichnung                                              | Lage                                   | Datierung | Beschreibung | ID |
| ------------------------------ | -------------------------------------------------------- | -------------------------------------- | --------- | --- | -- |
| weitere Bilder Fotos hochladen | Steinkreuz                                               | Ammerbach (Karte)                      |           | Mächtiges Kreuz, lateinische Form; oberflächlich stark verwittert, sonst guter Zustand; 1406/1451 schriftlich erwähnt, 1932/1933 beim Straßenbau um wenige Meter versetzt; vermutlich ursprünglich zweites Kreuz daneben; Sagen weisen auf einen Mord oder ein Soldatengrab aus den Napoleonischen Kriegen hin.                                          |    |
| Fotos hochladen                | mittelalterliche Burganlage, Burgruine Burgau            | Burgau (Karte)                         | 1305      | |    |
| weitere Bilder Fotos hochladen | Steinkreuz                                               | Closewitz (Karte)                      |           | Lateinisches Kreuz aus Muschelkalkstein zwischen Closewitz und Lützeroda am Abzweig nach Krippendorf, nahe der Gemarkungsgrenze Closewitz-Lützeroda; vermutlich 1845 zum Wegweiser umgearbeitet; abgeschlagene Kanten und oberflächliche Verwitterung, sonst gut erhalten                                                                                |    |
| weitere Bilder Fotos hochladen | Steinkreuz                                               | Cospeda (Karte)                        |           | Guter Zustand, oberflächliche Verwitterung; Ursprung möglicherweise in der Zerstörung des Ortes Ziskau oder im Zusammenhang mit den Kreuzzügen; im 19. Jahrhundert als Wegweiser benutzt; Möglicherweise handelt es sich um ein ursprünglich am Windknollen befindliches Steinkreuz, das an der Gemarkungsgrenze Cospeda-Jena stand.                     |    |
| weitere Bilder Fotos hochladen | mittelalterliche Burganlage (Lobdeburg)                  | Drackendorf/Lobeda (Karte)             |           | |    |
| weitere Bilder Fotos hochladen | mittelalterliche Burganlage, Wasserburg Isserstedt       | Isserstedt (Karte)                     |           | |    |
| weitere Bilder Fotos hochladen | Steinkreuz                                               | August-Bebel-Straße (Karte)            |           | |    |
| BW                             | Steinkreuz                                               | Friedrich-Schelling-Straße 62 (Karte)  |           | |    |
| weitere Bilder Fotos hochladen | Steinkreuz                                               | Remderoda (Karte)                      |           | Ungepflegter und verwucherter Standort, bis zu den Armen im Boden versunken; Oberfläche und Kanten verwittert, sonst gut erhalten; im oberen Bereich vermutlich nachträglich eingeritzte Zahl 22, auf dem Scheitel zwei gekreuzte (Grenz-)Kerben; 1480 als Begrenzung der Jenaer Gerichtsgrenze erwähnt, einzig erhaltener von ursprünglich fünf Steinen |    |
| BW                             | urgeschichtliche Befestigung                             | Lutherkanzel (Karte)                   |           | |    |
| weitere Bilder Fotos hochladen | mittelalterliche Burganlage (Burg Gleisberg, Kunitzburg) | Kunitz (Karte)                         |           | |    |
| BW                             | urgeschichtliche Befestigung                             | Wenigenjena (Jenzig) (Karte)           |           | |    |
| BW                             | Festes Haus Lobeda                                       | Lobeda (Karte)                         |           | |    |
| BW                             | mittelalterliche Burganlage (obere Lobdeburg)            | Lobeda (Karte)                         |           | |    |
| BW                             | Steinkreuz                                               | Lobeda (Karte)                         |           | |    |
| Fotos hochladen                | urgeschichtliche und mittelalterliche Befestigung        | Lobeda/Wöllnitz (Johannisberg) (Karte) |           | |    |
| weitere Bilder Fotos hochladen | Steinkreuz                                               | Münchenroda (Karte)                    |           | Nahe der Münchenrodaer Straße an einem Feldweg gelegen; Das Kreuz stand zunächst näher am Straßenrand, wurde jedoch mehrfach zerstört und 1981 mit neuem Längsbalken wieder aufgestellt. Sogenanntes Schwedenkreuz in lateinischer Kreuzform, vermutlich 1840, nachträglich als Wegweiserstein umgearbeitet                                              |    |
| weitere Bilder Fotos hochladen | mittelalterliche Ortswüstung (Möbis)                     | Münchenroda (Karte)                    |           | |    |
| weitere Bilder Fotos hochladen | urgeschichtlicher Grabhügel                              | Vierzehnheiligen (Karte)               |           | |    |
| weitere Bilder Fotos hochladen | Steinkreuz                                               | Vierzehnheiligen (Karte)               |           | |    |
| weitere Bilder Fotos hochladen | mittelalterliche Burganlage (Burg Greifberg)             | Wenigenjena/Ziegenhain (Karte)         |           | |    |
| weitere Bilder Fotos hochladen | mittelalterliche Burganlage (Burg Kirchberg 1)           | Wenigenjena/Ziegenhain (Karte)         |           | |    |
| weitere Bilder Fotos hochladen | mittelalterliche Burganlage (Burg Kirchberg 2)           | Wenigenjena/Ziegenhain (Karte)         |           | |    |
| weitere Bilder Fotos hochladen | mittelalterliche Burganlage (Burg Wintberg)              | Wenigenjena/Ziegenhain (Karte)         |           | |    |
| weitere Bilder Fotos hochladen | Steinkreuz                                               | Ziegenhain (Karte)                     |           | |    |
| weitere Bilder Fotos hochladen | Steinkreuz                                               | Zwätzen (Karte)                        |           | |    |